# جيرار ديون
جيرار ديون هو عالم اجتماع كندي، ولد في 5 ديسمبر 1912 في كيبك في كندا، وتوفي في 6 نوفمبر 1990.